# Eta Crucis
Eta Crucis (η Cru / HD 105211 / HR 4616) es una estrella situada en la región meridional de la constelación de la Cruz del Sur.
De magnitud aparente +4,15, se encuentra a 64 años luz del sistema solar.
Eta Crucis es una estrella de la secuencia principal de tipo espectral F2V con una temperatura efectiva de 6950 K.
Su radio es aproximadamente un 30% más grande que el del Sol y gira sobre sí misma con una velocidad de rotación proyectada de 63 km/s, lo que implica que su período de rotación es inferior a 1,4 días.
Posee una metalicidad significativamente menor que la del Sol ([M/H] = -0,29).
Tiene una masa de 1,5 masas solares y, aunque más joven que el Sol, diferentes estudios cifran su edad entre 1500 y 2500 millones de años.
El instrumento MIPS a bordo del telescopio espacial Spitzer ha detectado un importante exceso de radiación infrarroja a 70 μm proveniente de Eta Crucis.
Ello indica la presencia de un disco circunestelar de polvo rodeando a la estrella, estimándose que la temperatura de las partículas de polvo es inferior a 70 K.
Este exceso no había sido detectado anteriormente por el satélite IRAS al estar Eta Crucis visualmente cerca —a 2,4 minutos de arco— de la variable Mira CL Crucis, brillante fuente en el infrarrojo.